# Ugo Ferrante
Ugo Ferrante (18. července 1945, Vercelli – 29. listopadu 2004, Vercelli) byl italský fotbalista, obránce.

## Fotbalová kariéra
V nejvyšší italské soutěži hrál za AC Fiorentina a LaneRossi Vicenza. Nastoupil celkem ve 255 ligových utkáních a dal 7 gólů. V sezóně 1968/1969 italskou ligu s AC Fiorentina vyhrál. V roce 1966 vyhrál s AC Fiorentina italský pohár. V Poháru mistrů evropských zemí nastoupil v 6 utkáních, v Poháru vítězů pohárů ve 2 utkáních a v Poháru UEFA nastoupil v 15 utkáních. Za reprezentaci Itálie nastoupil v letech 1970-1971 ve 3 utkáních. S reprezentací Itálie na Mistrovství světa ve fotbale 1970 získal stříbrnou medaili za 2. místo, i když zůstal jen mezi náhradníky a do utkání nezasáhl. V roce 1966 vyhrál s AC Fiorentina Středoevropský pohár.

## Hráčská statistika
| Sezóna  | Klub       | Liga    | Liga   | Liga | Ligové poháry | Ligové poháry | Ligové poháry | Kontinentální poháry | Kontinentální poháry | Kontinentální poháry | Celkem | Celkem |
| Sezóna  | Klub       | Soutěž  | Zápasy | Góly | Soutěž        | Zápasy        | Góly          | Soutěž               | Zápasy               | Góly                 | Zápasy | Góly   |
| ------- | ---------- | ------- | ------ | ---- | ------------- | ------------- | ------------- | -------------------- | -------------------- | -------------------- | ------ | ------ |
| 1963/64 | Fiorentina | Serie A | 1      | 0    | IP            | 0             | 0             | -                    | 0                    | 0                    | 1      | 0      |
| 1964/65 | Fiorentina | Serie A | 3      | 0    | IP            | 0             | 0             | -                    | 0                    | 0                    | 3      | 0      |
| 1965/66 | Fiorentina | Serie A | 19     | 0    | IP            | 4             | 0             | Vel.P+Stř.P          | 2+0                  | 1                    | 25     | 0      |
| 1966/67 | Fiorentina | Serie A | 33     | 1    | IP            | 1             | 0             | PVP+Stř.P            | 2+1                  | 1+0                  | 37     | 1      |
| 1967/68 | Fiorentina | Serie A | 25     | 0    | IP            | 2             | 0             | Vel.P+Stř.P          | 3+6                  | 0                    | 36     | 0      |
| 1968/69 | Fiorentina | Serie A | 30     | 1    | IP            | 3             | 0             | Vel.P                | 6                    | 0                    | 39     | 1      |
| 1969/70 | Fiorentina | Serie A | 30     | 3    | IP            | 6             | 0             | PMEZ                 | 6                    | 0                    | 42     | 3      |
| 1970/71 | Fiorentina | Serie A | 30     | 1    | IP            | 8             | 0             | Vel.P                | 4                    | 0                    | 42     | 1      |
| 1971/72 | Fiorentina | Serie A | 8      | 0    | IP            | 10            | 0             | Stř.P                | 2                    | 0                    | 20     | 0      |
| 1972/73 | Vicenza    | Serie A | 25     | 0    | IP            | 4             | 0             | -                    | 0                    | 0                    | 29     | 0      |
| 1973/74 | Vicenza    | Serie A | 24     | 0    | IP            | 4             | 0             | Stř.P                | 3                    | 0                    | 31     | 0      |
| 1974/75 | Vicenza    | Serie A | 27     | 1    | IP            | 4             | 0             | -                    | 0                    | 0                    | 31     | 1      |
| 1975/76 | Vicenza    | Serie B | 8      | 0    | IP            | 0             | 0             | -                    | 0                    | 0                    | 8      | 0      |
| Celkem  | Celkem     | Celkem  | 263    | 7    | -             | 46            | 0             | -                    | 35                   | 0                    | 344    | 7      |

## Hráčské úspěchy

### Klubové
- 1× vítěz italské ligy (1968/69)
- 1× vítěz italského poháru (1968/69)
- 1× vítěz středoevropského poháru (1966)

### Reprezentační
- 1× na MS (1970 - stříbro)